# 쓰치야 유키오
쓰치야 유키오(일본어: 土屋 征夫, 1974년 7월 31일 ~ )는 일본의 전 축구 선수이다.

## 구단 경력
그는 1997년부터 2017년까지 J리그의 도쿄 베르디, 비셀 고베, 가시와 레이솔, 오미야 아르디자, 방포레 고후, 교토 상가 FC에서 활동하였다.